# 26日

26日（にじゅうろくにち）は、暦上の各月における26日目である。
各月の26日については下記を参照。
- 1月26日 - 1月26日 (旧暦)
- 2月26日 - 2月26日 (旧暦)
- 3月26日 - 3月26日 (旧暦)
- 4月26日 - 4月26日 (旧暦)
- 5月26日 - 5月26日 (旧暦)
- 6月26日 - 6月26日 (旧暦)
- 7月26日 - 7月26日 (旧暦)
- 8月26日 - 8月26日 (旧暦)
- 9月26日 - 9月26日 (旧暦)
- 10月26日 - 10月26日 (旧暦)
- 11月26日 - 11月26日 (旧暦)
- 12月26日 - 12月26日 (旧暦)

## 記念日・年中行事
- 一六日（ 日本） ※1か6のつく日
- 風呂の日（ 日本）
「ふ(2)ろ(6)」の語呂合せ。各地の温泉街・銭湯等で実施。